# O Conde (filme)
El Conde (bra/prt: O Conde) é um filme chileno de humor ácido satírico de 2023, dirigido por Pablo Larraín e coescrito por Larrín e Guilhermo Calderón. Estrelado por Jaime Vadell, Gloria Münchmeyer, Alfredo Castro e Paula Luchsinger, a narrativa retrata Augusto Pinochet, ditador chileno cujo governo estima-se ter sido responsável por 40 mil mortes, como um vampiro de 250 anos em busca de sua própria morte. Estreou na 80º edição do Festival Internacional de Cinema de Veneza em 31 de agosto de 2023, onde ganhou o prêmio de Melhor Roteiro, o longa também é um dos concorrentes na competição principal pelo Leão de Ouro. Foi lançado na Netflix em 15 de setembro de 2023, quatro dias após o 50º aniversário do golpe de Estado de 1973, no qual Pinochet tomou o poder.

## Sinopse
Augusto Pinochet nunca morreu, pelo contrário, é um vampiro que após 250 anos decide morrer devido à sua complicada situação familiar e à desonra de sua figura.

## Elenco
Os atores que participam deste filme são:
- Jaime Vadell como Augusto Pinochet
- Gloria Münchmeyer como Lucía Hiriart
- Alfredo Castro
- Paula Luchsinger

## Lançamento
El Conde está programado para estrear na 80º edição do Festival Internacional de Cinema de Veneza em setembro de 2023, sua distribuição internacional em algum momento de 2023 na Netflix.